# Adam Joseph von Bethlen
Graf Adam Joseph von Bethlen (* 1. August 1719 in Szent-Miklos in Siebenbürgen; † 28. Januar 1772 in Siebenbürgen) war  k. k. Generalmajor, Ritter des Maria-Theresien-Ordens und Inhaber des Husaren-Regegiments No. 9 (später Nr. 10).

## Herkunft
Er entstammt der alten siebenbürgisch-ungarischen Familie Bethlen. Seine Eltern waren Adam Bethlen von Bethlen (1691–1748) und Klara Borbala von Bánffy-Losoncz († 1767). Sein Bruder Graf Gábor Bethlen von Bethlen (1712–1768) war Kanzler von Siebenbürgen.

## Leben
Er ging in kaiserliche Dienste und wurde 1743 Hauptmann im Husaren-Regiment No.2, das von den ungarischen Ständen errichtet wurde. Während des Österreichischen Erbfolgekrieges stand das Regiment von 1744 bis 1747 am Rhein. Dort kämpfte es in den Schlachten von Roucourt und bei Lauffeldt. Er zeichnete sich aus und wurde zum Major befördert, 1753 erfolgte dann auch die Beförderung zum Oberstleutnant.
Am Beginn des Siebenjährigen Krieges wurde er zum Oberst befördert. Das Regiment kämpfte in der Schlacht bei Kolin und Görlitz, bei Landshut (1758), bei Greifenberg (1759), bei Schönberg, Buchwalde und Liebau. Für seine Leistung wurde er am 3. Juni 1759 mit Rang vom 3. September 1758 zum Generalfeldwachtmeister befördert. Anschließend stand er bei der Armee Laudon und nahm an der Schlacht bei Kunersdorf teil. Dort erwarb er sich das Ritterkreuz des Maria-Theresien-Ordens, außerdem wurde er Inhaber des Husaren-Regiments No. 9. Der General kämpfte noch im Gefecht bei Lindenwiese, bis der Frieden von Hubertusburg den Krieg beendete.
Der General kehrte auf seine Güter in Siebenbürgen zurück und starb dort 1772. Er war mit Zsuzsanna Bánffy de Losoncz († 1794) verheiratet. Nachkommen sind nicht bekannt.